# 西坎德尔普尔
西坎德尔普尔（Sikanderpur），是印度北方邦Kannauj县的一个城镇。总人口7564（2001年）。

## 人口
该地2001年总人口7564人，其中男性3963人，女性3601人；0—6岁人口1205人，其中男646人，女559人；识字率59.85%，其中男性为66.14%，女性为52.93%。